# Kiełczygłów-Okupniki
Kiełczygłów-Okupniki (dawn. Kiełczygłów-Okupnicy; do 2009 Okupniki) – wieś w Polsce położona w województwie łódzkim, w powiecie pajęczańskim, w gminie Kiełczygłów. Miejscowość wchodzi w skład sołectwa Kiełczygłów.
| SIMC    | Nazwa      | Rodzaj    |
| ------- | ---------- | --------- |
| 0704126 | Jaworznica | część wsi |
| 0704155 | Wyręba     | część wsi |

W latach 1975–1998 miejscowość administracyjnie należała do województwa sieradzkiego. Do 2008 nosiła nazwę Okupniki i była częścią wsi Kiełczygłów.